# IAR 80
IAR 80 a fost un avion monoplan de vânătoare și bombardament în picaj românesc folosit în cel de-al Doilea Război Mondial. A fost realizat la IAR Brașov de o echipă compusă din: prof. Ion Grosu, Ion Coșereanu, ing. Gheorghe Zotta, Viziru Grosu și Ion Wallner. La vremea respectivă, IAR 80 era comparabil cu cele mai moderne avioane de luptă, precum Bf 109 din Germania, Mitsubishi A6M Zero din Japonia, Hawker Hurricane și Supermarine Spitfire din Marea Britanie. În a doua parte a războiului, acest proiect s-a dovedit a fi  depășit tehnologic. După aproximativ cinci ani de la terminarea războiului, avioanele au fost înlocuite în totalitate cu modele sovietice. În anul 1955 Comandamentul Forțelor Aeronauticii Militare a hotărât dezmembrarea aparatelor și casarea lor. Nu s-a păstrat niciun aparat întreg. 

## Detalii tehnice

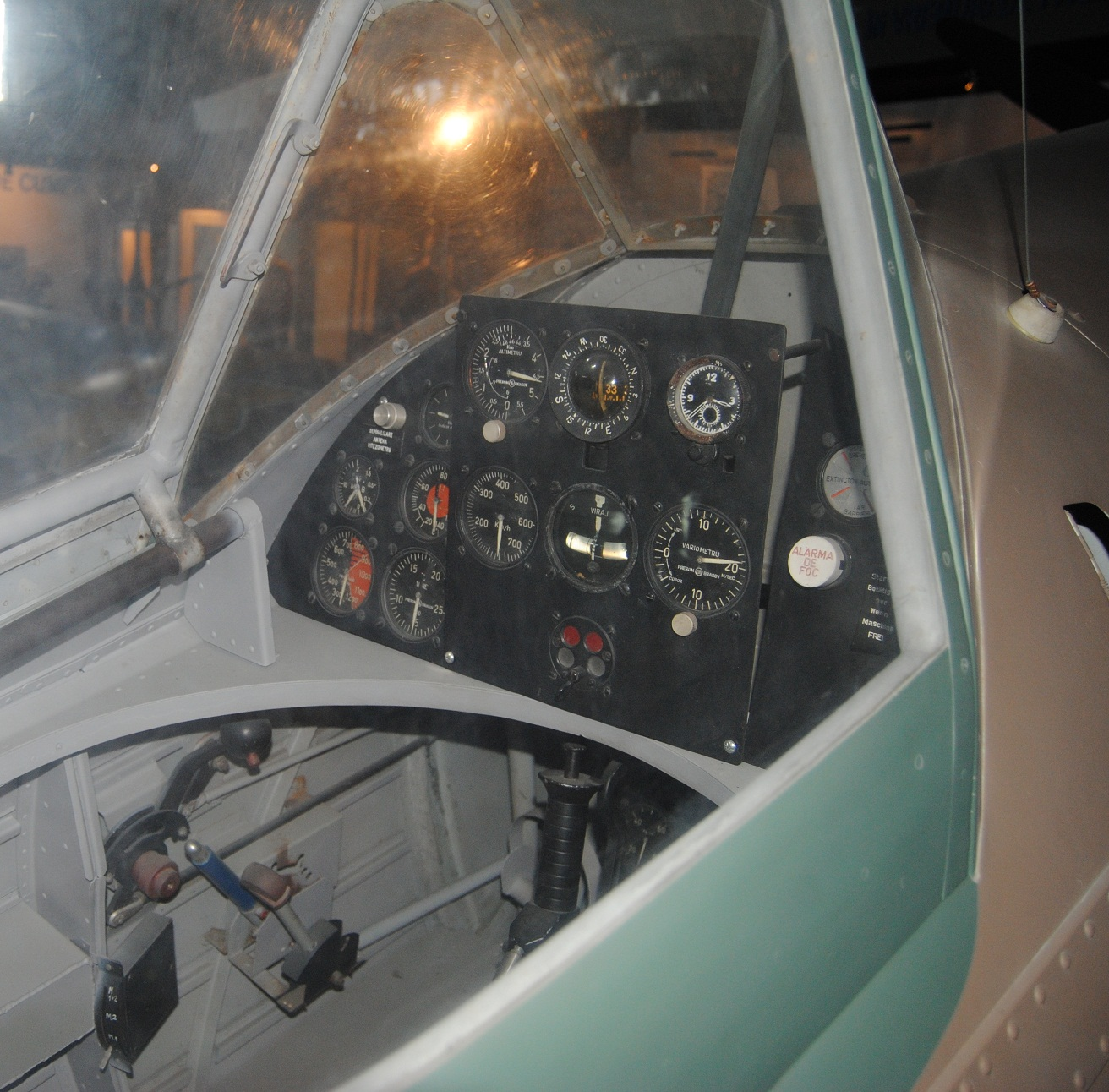
Bordul unui IAR 80

| Constructor             | Ion Grosu                                          |
| Realizator              | Industria Aeronautică Română                       |
| Producție               | 1939 - 1943                                        |
| Lungime                 | 8,90 m                                             |
| Anvergura aripilor      | 10,50 m                                            |
| Înălțime                | 3,60 m                                             |
| Suprafața aripii        | 15,97 m²                                           |
| Motor                   | IAR K14-1000A - motor în stea dublă cu 14 cilindri |
| Putere                  | 764 kW / 1025 CP                                   |
| Viteza maximă           | 550 km/h la 3970 m (locul 4 în lume la acea vreme) |
| Înălțime maximă         | 10 500 m                                           |
| Raza de acțiune         | 940 km                                             |
| Greutate (gol)          | 1780 kg                                            |
| Greutate (zbor)         | 2550 kg                                            |
| Echipaj                 | 1 Pilot                                            |
| Armament                | 4 - 6 mitraliere                                   |
| Armament (bombardament) | până la 450 kg de Bombe                            |

## Variante

#### Prototipul
La sfârșitul anului 1937 a început munca pentru realizarea IAR 80, inițial fiind conceput cu carlinga deschisă și motorul IAR K14-III C32 de 870 CP (649 kW). Se lucra încet la acest proiect și primul zbor a fost efectuat în aprilie 1939. Testele ulterioare au fost impresionante: avionul atingea viteza de 510 km/h la înălțimea de 4000 m.
Câteva probleme mărunte descoperite în urma testelor au fost rezolvate în următorul an. Pentru mai multă putere a fost instalat un nou motor de 930 CP (690 kW) și anume versiunea C36 a K14-III. Din pricina puterii acestui motor au fost necesare de asemenea modificări ale fuzelajului. Ca urmare, rezervorul a fost mărit la 455 l, aripile lungite și forma cozii modificată pentru eliminarea unor probleme de aerodinamică. Carlinga a fost mutată un pic mai în spate, iar pentru a compensa vizibilitatea scaunul pilotului a fost înălțat și întreaga carlingă acoperită.
Prototipul îmbunătățit a fost testat cu avionul Heinkel He 112 care tocmai sosise din Germania ca începutul unei mai mari comenzi. Deși He 112 era oarecum mai modern și mult mai bine armat, IAR 80 cu un motor mai puternic s-a dovedit a fi mult mai performant în restul privințelor. Aviația Regală, fiind impresionată, a comandat imediat 100 de bucăți pe 18 decembrie, 1939, iar comenzile pentru He 112 au fost anulate. 
Caracteristici
- Lungime: 8,16 m.
- Anvergură: 10,0 m.
- Înălțime: 3,6 m.
- Suprafață portantă: 15,50 m².
- Masă (gol): 1780 kg.
- Masă (maxim): 2280 kg.
- Motor: IAR K14-III C32, 870 CP (649 kW), ulterior IAR K14-III C36, 930 CP (690 kW).

Performanțe
- Viteză maximă: 510 km/h la 4000 m.
- Plafon: 10500 m (34,500 ft).
- Timp de urcare la 5000 m: 6 min.

Armament
- 2 × FN (Browning) 7,92 mm.

#### IAR 80
Producția trebuia să înceapă imediat dar procurarea armamentului s-a dovedit a fi o problemă serioasă. Pe prototip au fost montate doar două mitraliere Fabrique Nationale de calibrul 7,92 mm de producție Belgiană. Acest armament era evident prea slab pentru folosirea în război iar conform proiectului avionul ar fi trebuit să fie dotat cu șase astfel de arme. Cu ocazia invadării Belgiei și a  Țărilor de Jos de către Germania, furnizarea acestor arme a încetat și din păcate nu existau arme românești care să se potrivească pe avion. În lipsa armamentului producția a fost oprită.
În noiembrie 1940 România intră în alianță cu Puterile Axei și germanii au permis reluarea transportului de armament din Belgia. Chiar dacă s-a achiziționat mai mult armament, avioanele produse aveau montate doar 4 mitraliere.
La exemplarele de serie fost mărită lungimea, anvergura și suprafața portantă. A primit un motor mai puternic și a crescut greutatea totală. Din această versiune vor fi construite în total 50 de aparate, numerotate 1 - 50.
Caracteristici
- Lungime: 8,9 m.
- Anvergură: 10,7 m.
- Înălțime: 3,6 m.
- Suprafață portantă: 16 m².
- Masă (gol): 1780 kg.
- Masă (maxim): 2550 kg.
- Motor: IAR K14-III C36, 930 CP (690 kW) seriile 1 -20, IAR K14-IV C32, 960 CP (716 kW) seriile 21 - 50.

Performanțe
- Viteză maximă: 514 km/h la 4000 m, 560 km/h la 7000 m.
- Autonomie: 940 km la viteza de 330 km/h.
- Plafon: 10500 m (34,500 ft).
- Timp de urcare la 1000 m: 1 min 20 s, la 4500 m: 5 min 40 s.

Armament
- 4 × FN (Browning) 7,92 mm cu o rezervă de 2000 de cartușe (4 × 500).

#### IAR 80A
În aprilie 1941 România era cuprinsă în sfera de influență a Germaniei, așadar germanii au furnizat mai mult armament. Armamentul a fost încorporat repede în proiect și modelul 80A care a rezultat, conform proiectului era dotat cu 6 arme. De asemenea, parbrizul avionului a fost realizat din sticlă blindată și scaunul pilotului blindat.
Avionul a fost motorizat cu noul motor IAR K14-1000A, de 1025 CP. Deoarece acest motor era prea puternic pentru celula inițială, fuzelajul a fost modificat și întărit.
Deși IAR 80A avea un motor mai puternic, adăugarea greutății armelor, muniției și armurii au contribuit la ușoara reducere a vitezei maxime la 509 km/h. Noul model era însă un progres evident și a înlocuit în producție vechiul model începând cu avionul numărul 51. Opt noi avioane au fost terminate la timp pentru participarea la razboiul de eliberare a Basarabiei începind din 22 iunie 1941. Din această versiune vor fi construite 90 de aparate, cu numerele 051 -090, 106 - 150 și 176 - 180.
Caracteristici
- Lungime: 9,22 m.
- Anvergură: 9,09 m.
- Înălțime: 3,82 m.
- Suprafața aripii: 17 m².
- Masă (gol echipat): 2095 kg.
- Masă (maxim): 2720 kg.
- Motor: × IAR K14-1000A, 1025 cp (764 kW).

Performanțe
- Viteză maximă: 540 km/h.
- Autonomie: 1150 km.
- Plafon: 10500 m.
- Încărcătura aripii: 132,35 kg/m².

Armament
- 6 × FN (Browning) 7,92 mm cu o rezervă de 2400 de cartușe (6 × 400).

#### IAR 80B
La această versiune două din mitralierele Browning au fost înlocuite cu două mitraliere FN de 13,2 mm și s-a mărit anvergura. S-a îmbunătățit protecția rezervoarelor de combustibil și blindajul în dreptul pilotului. Din această versiune s-au fabricat 20 de aparate, cu numerele 181 - 200. În continuare,11 aparate din seria 201 - 211 vor fi echipate cu câte două rezervoare de combustibil suplimentare, de câte 100 l, largabile, amplasate sub aripi.
Caracteristici
- Lungime: 9,22 m.
- Anvergură: 11 m.
- Înălțime: 3,82 m.
- Suprafața aripii: 17 m².
- Masă (gol echipat): 2135 kg.
- Masă (maxim): 2810 kg (2960 kg cu rezervoarele suplimentare).
- Motor: × IAR K14-1000A, 1025 cp (764 kW).

Performanțe
- Viteză maximă: 470 km/h la 4500 m.
- Autonomie: 1030 km la 4500 m.

Armament
- 2 × FN (Browning) 13,2 mm cu o rezervă de 300 cartușe (2 × 150).
- 4 × FN (Browning) 7,92 mm cu o rezervă de 1600 de cartușe (4 × 400).

#### IAR 80DC
La Atelierele de Reparații Material Volant (ARMV), care ulterior a devenit Întreprinderea de Avioane București s-au transformat câteva aparate IAR 80 în versiunea biloc, pentru antrenament, versiunea fiind numită IAR 80DC (dublă comandă). Aceste aparate au intrat în dotarea școlilor de piloți de vânătoare.

#### IAR 81
Este o versiune echipată pentru a putea executa misiuni de bombardament în picaj (Bo-Pi). În acest scop s-a pornit de la diverse versiuni de IAR 80, care au fost echipate cu lansatoare de bombe.
La versiunea IAR 81 de bază s-a pornit de la versiunea IAR 80A, căreia i-au fost adăugate trei lansatoare de bombe, două pentru bombe de 50 kg amplasate sub aripi și unul pentru o bombă de 250 kg amplasat sub fuzelaj. Armamentul era la fel cu al versiunii IAR 80A. Din această versiune s-au fabricat 50 de exemplare, cu numerele 091 - 105, 151 - 175 și 231 - 240.
Caracteristici
- Versiune de bază: IAR 80A.
- Masă (maxim): 3070 kg.

Performanțe
- Viteză cu cele trei bombe acroșate: 470 km/h la 4500 m.
- Viteză de croazieră (la aceeași altitudine): 400 km/h (cu motorul în regim de 70 % din puterea nominală).

#### IAR 81A
Această versiune provine din versiunea IAR 80B. Deosebirile constau în rezerva de cartușe pentru mitralierele de 13,2 mm, iar în locul bombelor de 50 kg avea rezervoare suplimentare de combustibil. S-au produs 29 de exemplare, cu seriile 212 - 230 și 291 - 300.
Caracteristici
- Versiune de bază: IAR 80B.
- Masă (maxim): 3250 kg.

Performanțe
- Viteză cu bomba acroșată: 455 km/h la 4500 m și 370 km/h la nivelul mării.

Armament
- 2 × FN (Browning) 13,2 mm cu o rezervă de 350 cartușe (2 × 175).
- 4 × FN (Browning) 7,92 mm cu o rezervă de 1600 de cartușe (4 × 400).
- 1 bombă de 250 kg.

#### IAR 81B
La această versiune mitralierele de 13,2 mm sunt înlocuite cu două tunuri Ikaria (licență Oerlikon) de 20 mm, fiecare cu câte 60 de lovituri. Astfel puterea sa de foc era similară cu a aparatului Spitfire V. S-au produs 50 de exemplare, cu seriile 241 - 290.
Caracteristici
- Versiune de bază: IAR 81A.
- Masă cu bomba și rezervoarele suplimentare (maxim): 3260 kg.

Performanțe
- Viteză cu bomba acroșată: 455 km/h la 4500 m și 370 km/h la nivelul mării.
- Timp de urcare la 5000 m în configurația vânător (fără bombă): 7 min 30 s.

Armament
- 2 × tun Ikaria 20 mm cu o rezervă de 120 lovituri (2 × 60).
- 4 × FN (Browning) 7,92 mm cu o rezervă de 1600 de cartușe (4 × 400).
- 1 bombă de 250 kg.

#### IAR 81C
La această versiune tunurile Ikaria au fost înlocuite cu tunuri Mauser MG 151 de 20 mm, cu rezervă de lovituri mărită. Din această versiune s-au fabricat 38 de exemplare din seria de 100 comandată, cu seriile începând cu 301.
Caracteristici
- Lungime: 9,22 m.
- Anvergură: 9,09 m.
- Înălțime: 3,82 m.
- Suprafață portantă: 17 m².
- Masă (gol): 2200 kg.
- Masă (maximă): 2980 kg.
- Motor: IAR K14-1000A, 1025 CP (764 kW).

Performanțe
- Viteza maximă: 560 km/h la 7000 m.
- Autonomie: 730 km.
- Plafon: 10000 m.
- Încărcătura aripii: 132,35 kg/m².

Armament
- 2 × tun MG 151/20 cu o rezervă de 350 lovituri (2 × 175).
- 2 × FN (Browning) 7,92 mm.[3]
- 1 bombă de 250 kg.

#### Alte versiuni
S-a încercat adaptarea pe un IAR 81 a unui motor Junkers Jumo 211 Da, motor cu 12 cilindri în V inversat, supraalimentat, cu o putere mult mai mare, de 1340 CP (1000 kW). Rezultatele sunt puțin cunoscute. De asemenea, la un IAR 80 s-a înlocuit motorul inițial cu unul BMW 801, utilizat de avionul de vânătoare german Focke-Wulf Fw 190, ce putea dezvolta o viteză de cel puțin 600 km/h, dar acest lucru nu a putut fi pus în practică la scară, datorită faptului că germanii au fost în imposibilitatea de a furniza motorul.

## Galerie Foto

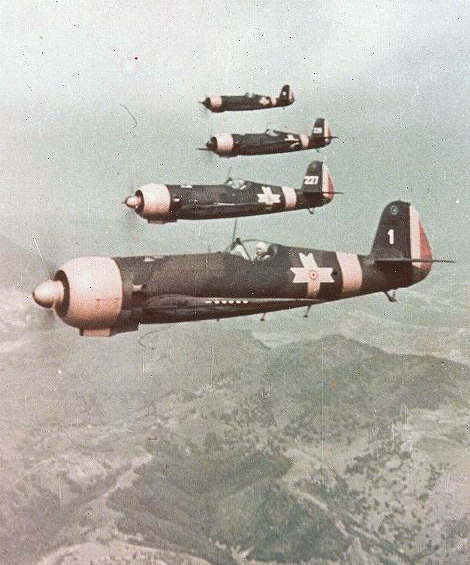
Imagine din al II-lea război mondial
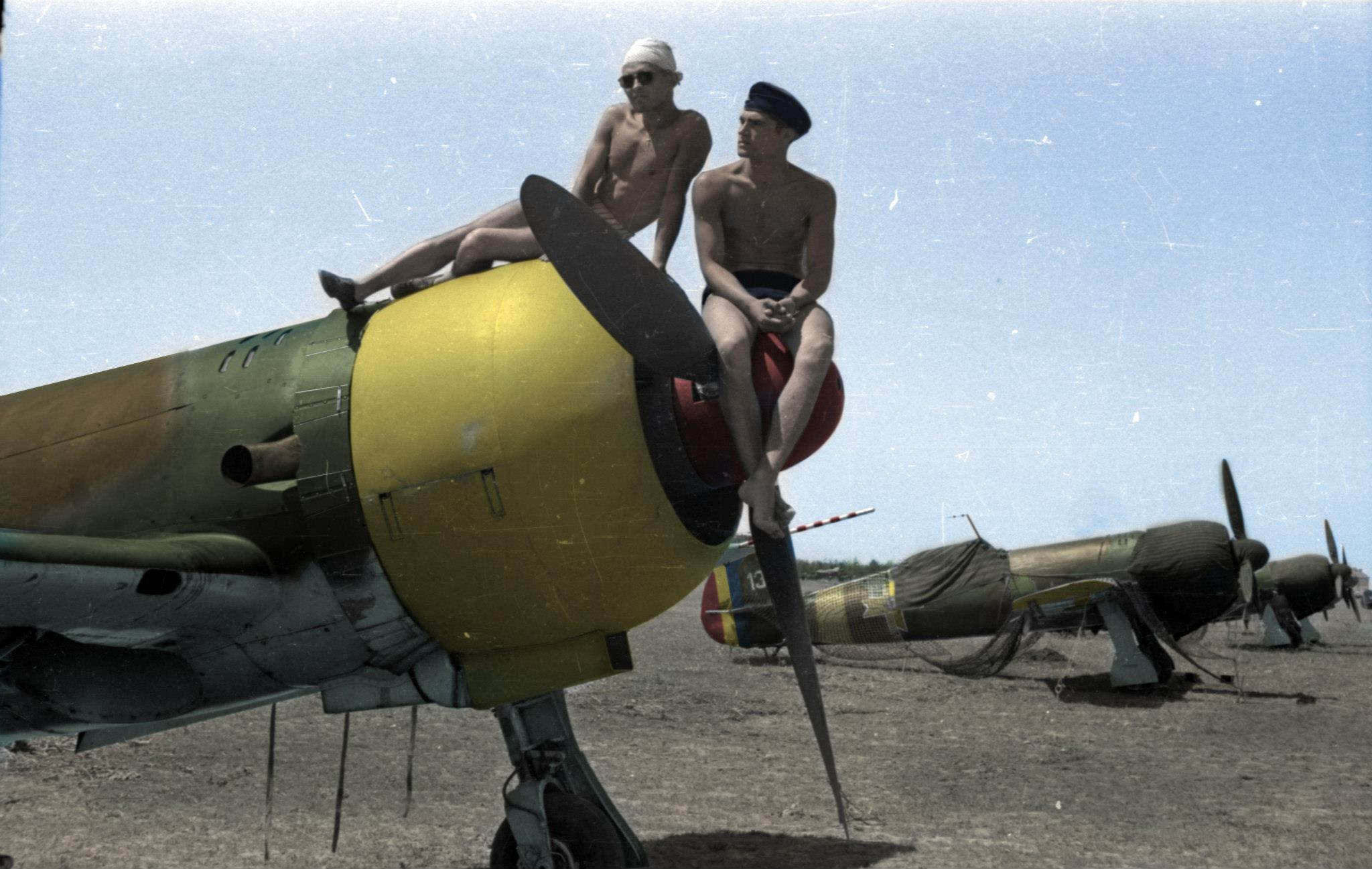
Imagine din al II-lea război mondial
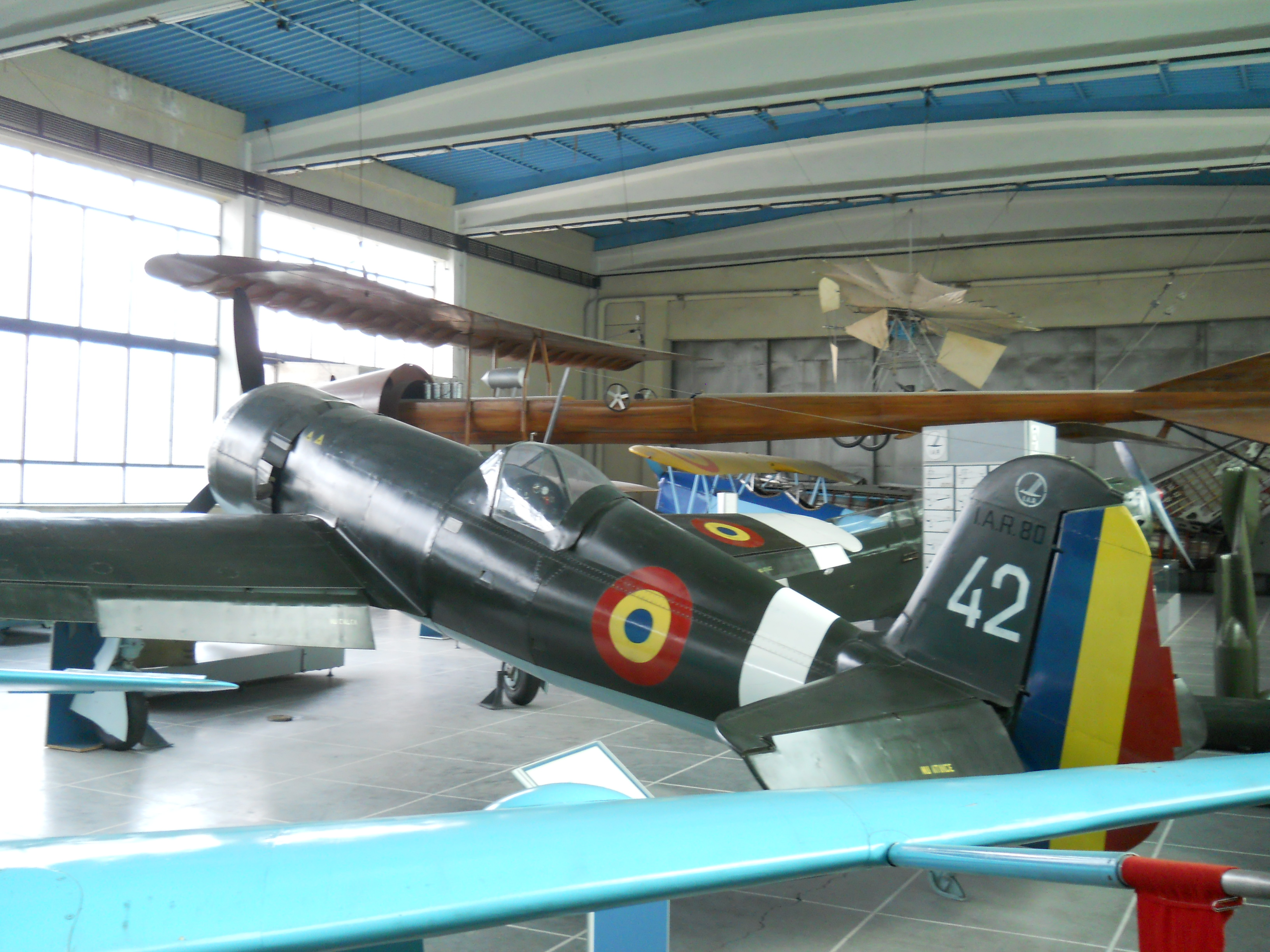
Machetă statică de IAR 80 la Muzeul Militar Național.
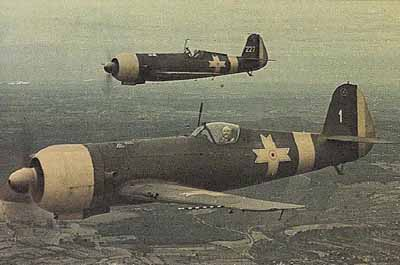
Două IAR 80 se întorc de la fabrică după reparaţie.
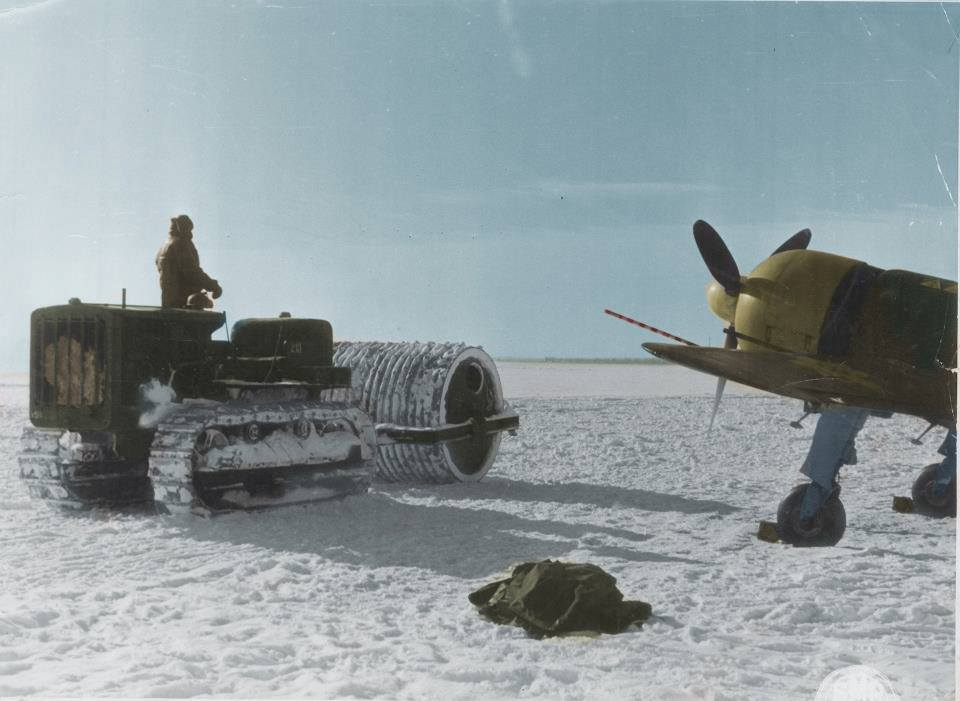
Un IAR 80 în timpul iernii pe frontul de est
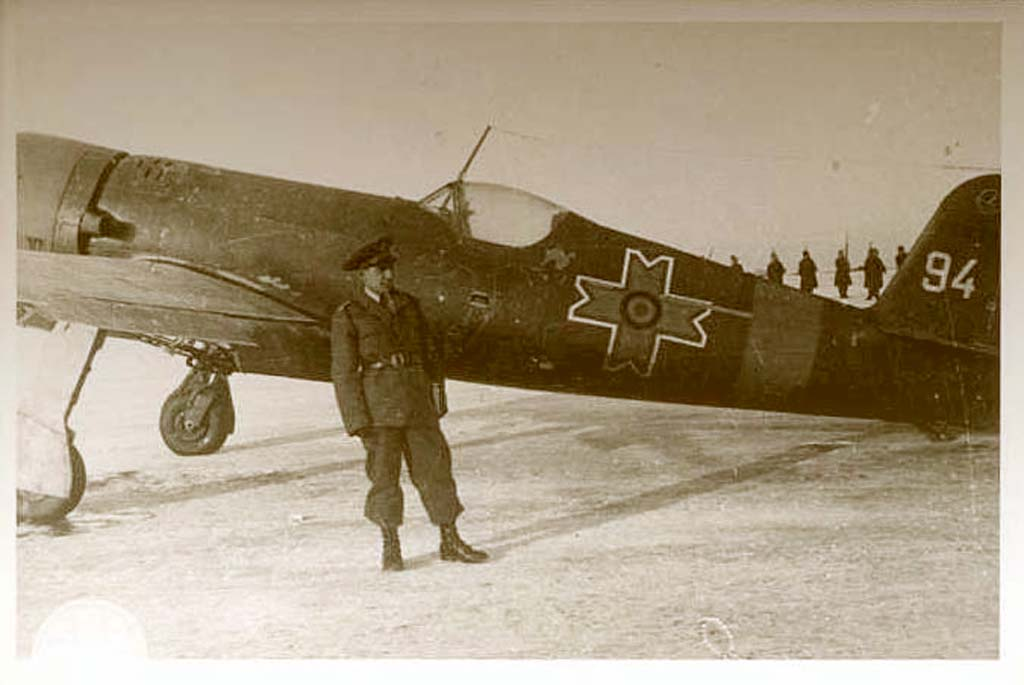
Un IAR 80 şi pilotul său
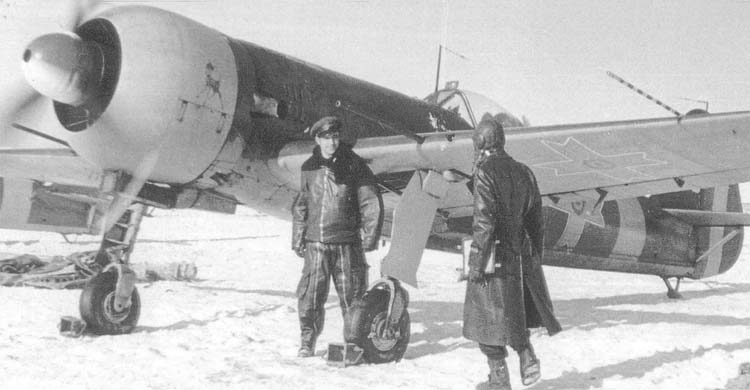
IAR 81 C (se poate observa tunul de 20 mm si cel de 7.92)